# ニッパート・スタジアム

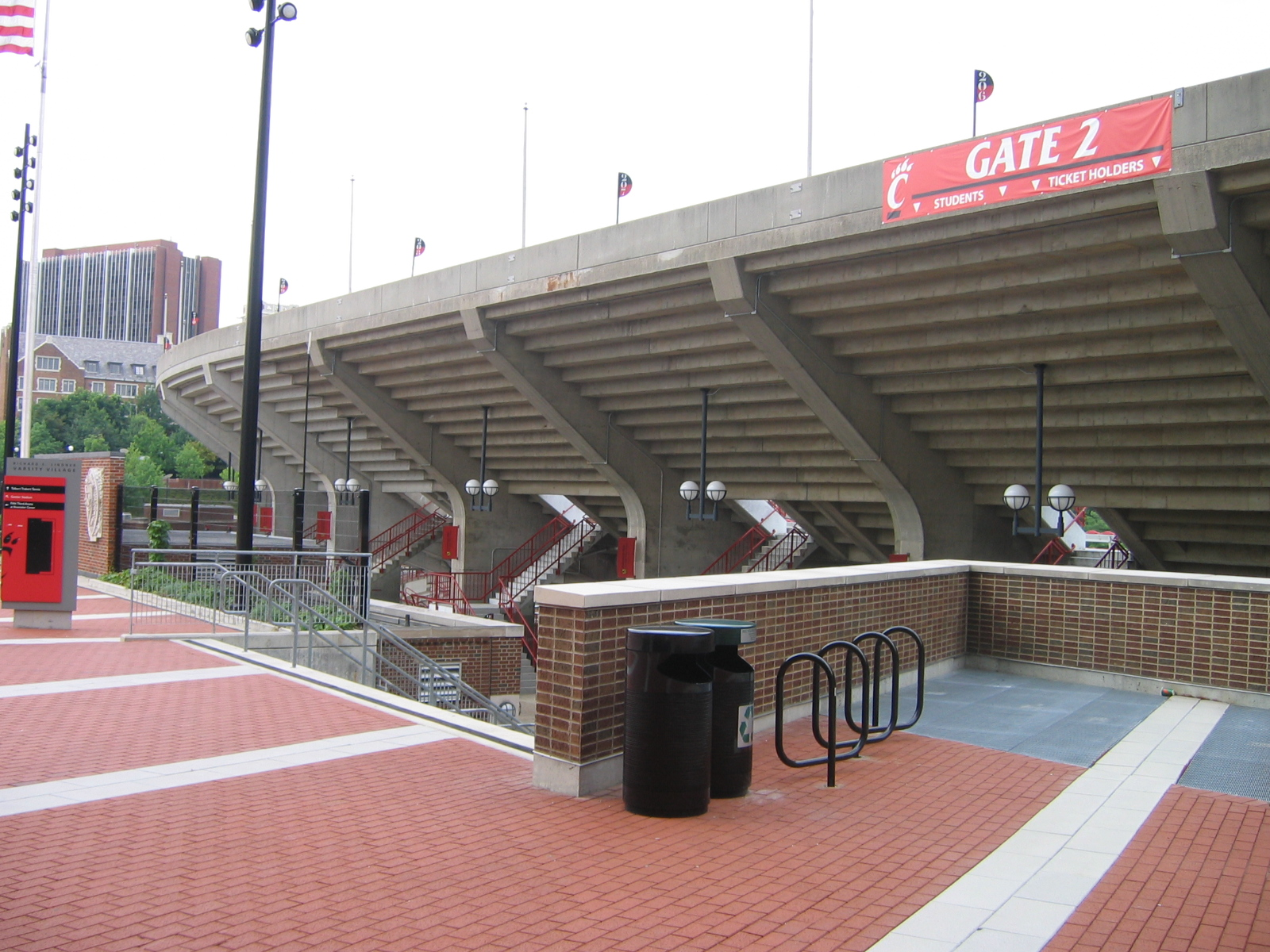
スタジアム入口（2008年）

ニッパート・スタジアム（Nippert Stadium）は、アメリカ合衆国のオハイオ州シンシナティにあるスタジアム。シンシナティ大学の構内に位置する。主にアメリカンフットボールで使用され、シンシナティ大学のシンシナティ・ベアキャッツの本拠地として使用されている。また、サッカーの試合でも使用され、MLSのFCシンシナティの2020年までの本拠地でもあった。
1901年にカーソン・フィールド（Carson Field）として暫定オープンし、1915年シーズンよりコンクリートのスタンドが設置されたため、この年を開場年としている。以降も度々改修工事が行われ、現在は馬蹄の形をしたスタジアムとなっている。 

## 名前の由来
1923年のシーズン最終戦、シンシナティ・ベアキャッツ（シンシナティ大学）の選手であるジェームス・ギャンブル・ニッパートは、オハイオ州内のライバルチームであるマイアミ・レッドホークス（マイアミ大学）との試合中に、スパイクで負傷した。これは、試合前に行われたチキンレースの後に残された糞に感染したからと言われているが、1ヶ月後に敗血症で亡くなってしまった。ニッパートの祖父であるP&G社のジェームズ・ノリス・ギャンブルは、スタジアムの建設資金として寄付をし、選手の安全のために、ロッカールームとトレーニング医療施設が追加された。なお、 ニッパートの兄のルイスは1970年代にシンシナティ・レッズの過半数の株を持つオーナーであった。